# Rocher de l'Anse Marcel
Le Rocher de l'Anse Marcel est un îlot de l'île de Saint-Martin. Elle fait partie de la collectivité d'outre-mer française de Saint-Martin.